# Клан Маккаллум

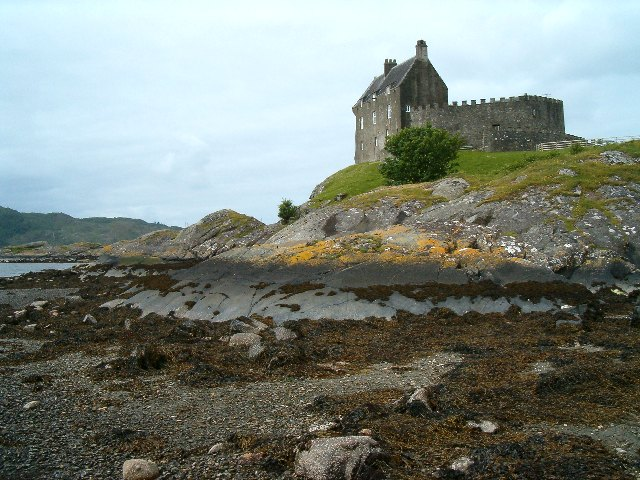
Замок Дантрун, замок клана Маккаллум

Клан Маккаллум (шотл. — Clan MacCallum), также известен как Клан Малкольм (гэльск. — Clan Malcolm) — один из кланов горной Шотландии (Хайленда). До XVIII века Клан Маккаллум был отдельным кланом со своим вождем, но потом кланы Маккаллум и Малкольм слились. Вождь клана Маккаллум принял имя Малкольм и унаследовал недвижимость клана Малкольм.
- Девиз клана: «In ardua tendit!» — «Он всегда пытается преодолеть трудности!»
- Символ клана: горная рябина

## История кланов Маккаллум и Малколм

### Происхождение
Название клана Маккаллум происходит от гэльского Mac Ghille Chaluim — Мак Гилл Халиума — сына или ученика святого Колумбы. Первые люди из клана Маккаллум поселились в Лорне в конце XIII века. Была версия, что названия Маккаллум и Малкольм являются разными вариантами одного и того же названия. Но историк Иэн Гримбл (шотл. — Ian Grimble) с этим категорически не соглашается. Он утверждает, что имя Колм (Холм) было издавна распространено среди кельтов. Имя Малкольм становится фамилией уже в XIV веке Дамбартоншире и Стерлингшире. Имя Малкольм было именем четырех королей Шотландии.

### XV—XVII века
В 1414 году Роналд Маккаллум из Корбаррона (шотл. — Ronald MacCaullum Corbarron) был назначен констеблем замка Крэйгниш (шотл. — Craignish Castle).
В мае 1562 года Дональд Макгиллспай Вех О’Каллум (шотл. — Donald McGillespie Vich O’Challum) получил грамоту на владение землями Полтоллок (гэльск. — Poltalloch) в приходе Килмартин (гэльск. — Kilmartin) в графстве Аргайл от Дункана Кэмпбелла из Дантруна.
Преподобный Арчибальд Маккаллум (шотл. — Arhibald MacCallum) перевел Библию на гэльский язык. В 1642 году он стал наследником своего двоюродного брата, стал четвертым лэрдом Полталлоха. Его сын был Захария Маккаллум (шотл. — Zachary MacCallum) получил образование в университете Святого Андрея и был известным искусным фехтовальщиком.
Младший брат Захарии — Дункан имел сына — Нила Маккаллума, что служил на флоте Франции и, как говорят, был отцом известного французского деятеля Луи-Жозефа де Монкальма. Захария был сторонником маркиза Аргайла, который был убит в 1647 году людьми сэра Александра Макдональда из Эдерлайна. После убийства семерых врагов Закарии Маккаллум пошел на сэра Александра Макдональда, который был бы восьмым убитым врагом, но в тот день ему не повезло, он был убит в спину косой Маклином.
Джон Малкольм из Балбеди был камергером Файфа во время правления короля Карла I Стюарта. У Джона Малкольма было четыре сына: сэр Джон Малкольм, который награжден титулом баронета Новой Шотландии, Александр Малкольм — лорд Лохор — стал судьей, Джеймс Малкольм, который воевал на стороне Джона Грэма, 1-го виконта Данди, в битве при Килликранки (шотл. — Killiecrankie) и Майкл Малкольм.

### XVIII—XIX века
В 1779 году вождь клана Маккаллум сменил название клана и свою фамилию на Малкольм и унаследовал все имения клана Малкольм.
Адмирал сэр Палтени Малкольм (1768—1838), был командующим гарнизона на острове Святой Елены и охранял знаменитого пленника Наполеона на острове, был капитаном корабля HMS Royal Oak.
Джон Уингфилд Малкольм из Полтоллока (1833—1902), 15-й лэрд из Полтоллока с 1893 года, старший сын Джона Малкольма, 14-го лэрда из Полтоллока, получил в 1896 году титул лорда Малкольма в графстве Аргайлшир. Он же был первым и последним пэром Малкольмом. Его младший брат, Эдвард Дональд Малкольм (1837—1930), унаследовал титул 16-го вождя и имя Малкольм из Полтоллока.
Клан прославился морскими офицерами и офицерами британской армии в XVIII—XIX веках. Сэр Иэн Малкольм (1868—1944), 17-й лэрд из Полтоллока с 1930 года, трижды избирался депутатом Палаты общин Великобритании.

### Вождь клана
Нынешним вождем клана является Робин Нил Лохнелл Малкольм из Полтоллока (род. 1934), 19-й лэрд из Полтоллока, который унаследовал титул в 1976 году.

## Замки клана
- Замок Дантрун (шотл. — Duntrune Castle) — расположен на северном берегу озера Лох-Кринан. Замок построен в XIII веке. Имеет L-образный план и башню, окруженный стеной. Был отреставрирован и реконструирован в 1830 году. Замком владел клан Кэмпбелл, но в 1792 году замок был продан клану Малкольму из Полтоллока и он до сих пор этим замком владеет.
- Замок Полтоллок (шотл. — Poltalloch Castle) — расположен в двух милях к западу от Килмартина в Аргайле. Сначала принадлежал клану Кэмпбелл, но стал собственностью клана Малкольм в 1562 году. Замок был реконструирован в 1830 году.
- Замок Лохор (шотл. — Lochore Castle) — от него остались одни руины. Построенный в XIV веке. Расположен на острове на озере. Замком владел клан Вардлоу Торри (шотл. — Wardlaw Torrie), а затем стал собственностью ветви Малкольм из Балбеди (шотл. — Malcolm Balbedie).

## Септы клана
Callam, Callum, Collum, MacAllum, MacCallum, McCallum, MacCollum, McCollum, Malcolm, Malcolmson, Malcomb.